# Los Mangos, Tierra Blanca
Los Mangos är en ort i Mexiko.   Den ligger i kommunen Tierra Blanca och delstaten Veracruz, i den sydöstra delen av landet, 300 km öster om huvudstaden Mexico City. Los Mangos ligger 82 meter över havet och antalet invånare är 683.
Terrängen runt Los Mangos är platt, och sluttar österut. Runt Los Mangos är det ganska tätbefolkat, med 65 invånare per kvadratkilometer. Närmaste större samhälle är Tetela, 16,6 km sydväst om Los Mangos. Trakten runt Los Mangos består till största delen av jordbruksmark.